# BMW F 76
El BMW F 76 era una pequeña furgoneta triciclo que BMW construyó entre 1932 y 1933 en Eisenach, Alemania. En 1933 se presentó el modelo BMW F 79 con un motor más potente, que se fabricó hasta 1934.
Los motores del BMW F76 eran de un solo cilindro y cuatro tiempos provenientes de las motocicletas BMW R2 y R4 con pequeños ajustes mecánicos cambios menores y llevaban una caja de cambios de tres velocidades con marcha atrás.

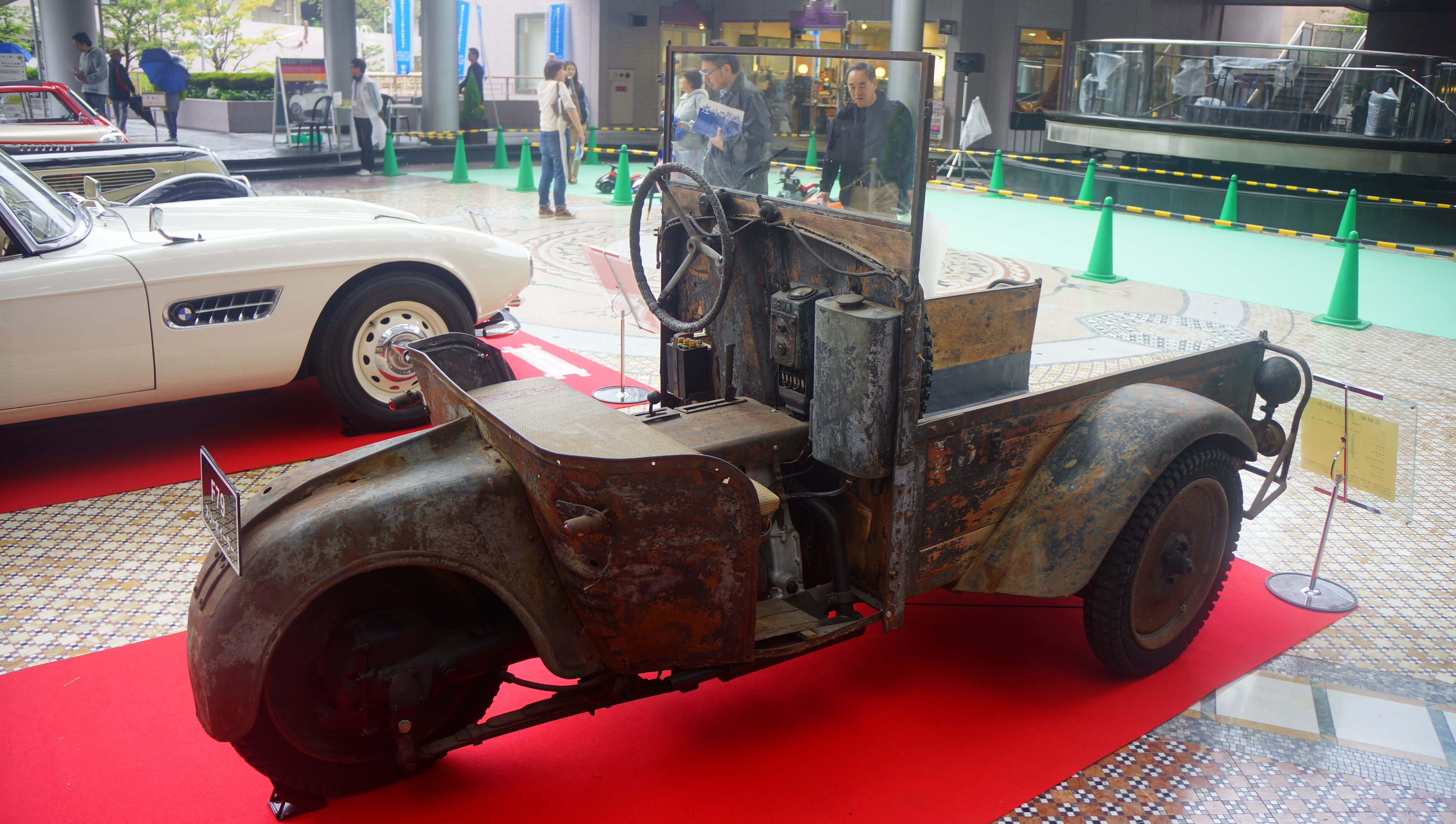
BMW F79

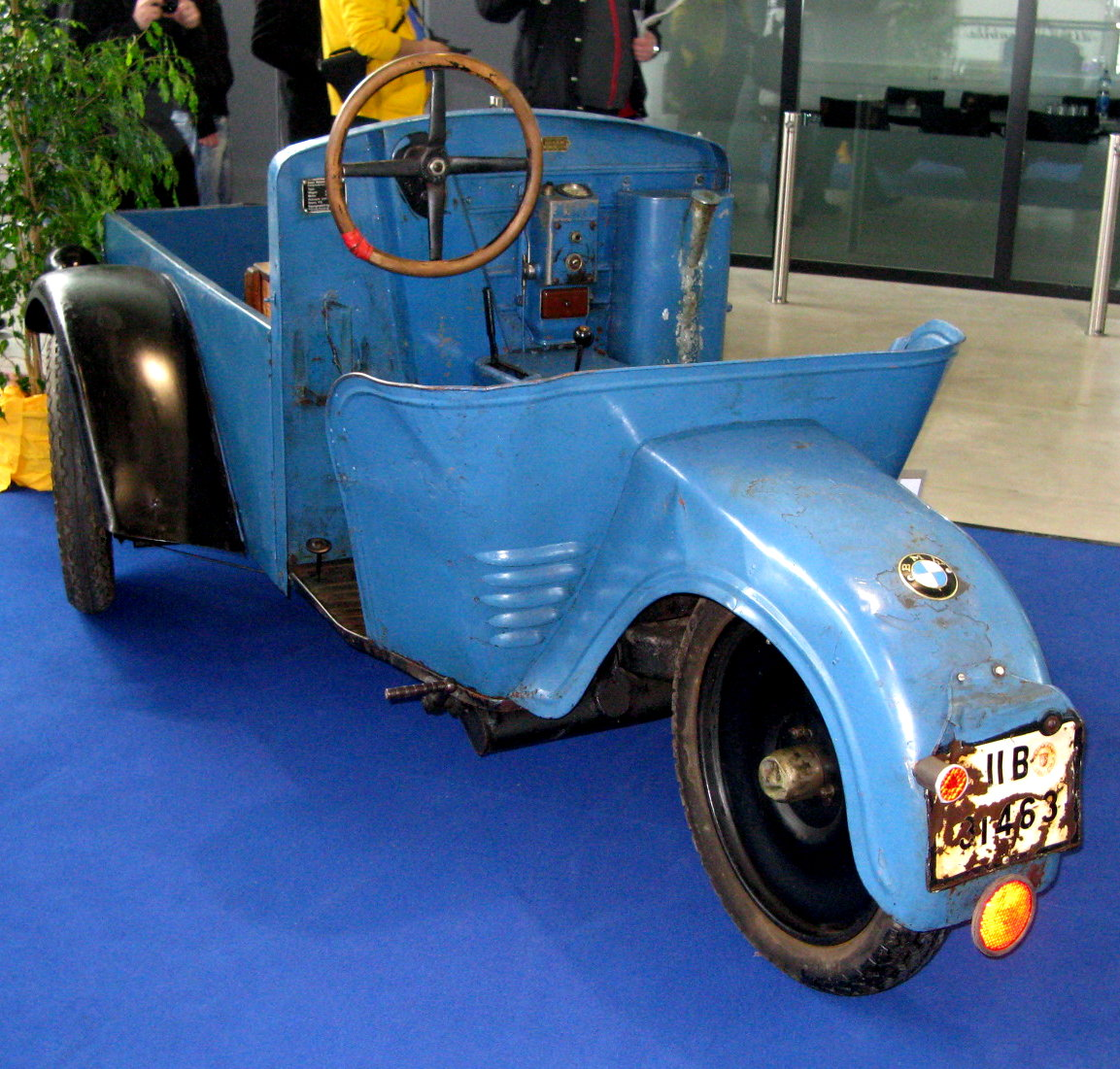
BMW F76 (1933)